# Arthonia tenellula
Arthonia tenellula är en lavart som beskrevs av William Nylander. 
Arthonia tenellula ingår i släktet Arthonia och familjen Arthoniaceae. Enligt den finländska rödlistan är arten nära hotad i Finland. Arten har ej påträffats i Sverige. Artens livsmiljö är skogar.